# Xirocourt
Xirocourt [ɡziʁɔkuʁ]  est une commune française située dans le département de Meurthe-et-Moselle en région Grand Est, à environ 35 km au sud de Nancy, dans un terroir appelé Saintois (lieux remarquables : Haroué, Vézelise, Thorey-Lyautey) au pied de la colline de Sion-Vaudémont.
Pays de prairies et de cultures, avec de nombreuses forêts.
Si le Faubourg n'est séparé du village que par la rivière, il existe des preuves d'occupation des 3 écarts sur la commune : la Grange de Forêt, le Haut de la vigne, et au moins jusqu'au XVIIIe, le Haut de Vaux.

## Géographie
La commune est arrosée par la rivière le Madon (qui prend sa source à proximité de la source de la Saône), avec des crues printanières mémorables à la fonte des neiges. Le Madon est un affluent de la Moselle.
Principal affluent : le ruisseau des Cornées.
Altitude variant de 250 à 350 mètres.
Arbre remarquable : le chêne d'Arpontois, qui a plus de 5 mètres de circonférence en août 2019, soit un rayon de 80 cm, et donc un âge, suivant l'accroissement annuel de 2 à 3 mm/an, de 265 à 400 ans! Arbre de lisière, il est plus impressionnant par son tour de taille que par sa hauteur.
| Tantonville  | Affracourt | Vaudeville  |
| Praye        | Xirocourt  | Vaudigny    |
| Saint-Firmin | Jevoncourt | Bralleville |

### Hydrographie
La commune est dans le bassin versant du Rhin au sein du bassin Rhin-Meuse. Elle est drainée par le Madon, le ruisseau de Cornapre, le ruisseau de Foret et le ruisseau de Xirocourt,.
Le Madon, d'une longueur de 97 km, prend sa source dans la commune de Vioménil et se jette  dans la Moselle à Pont-Saint-Vincent, après avoir traversé 47 communes. 

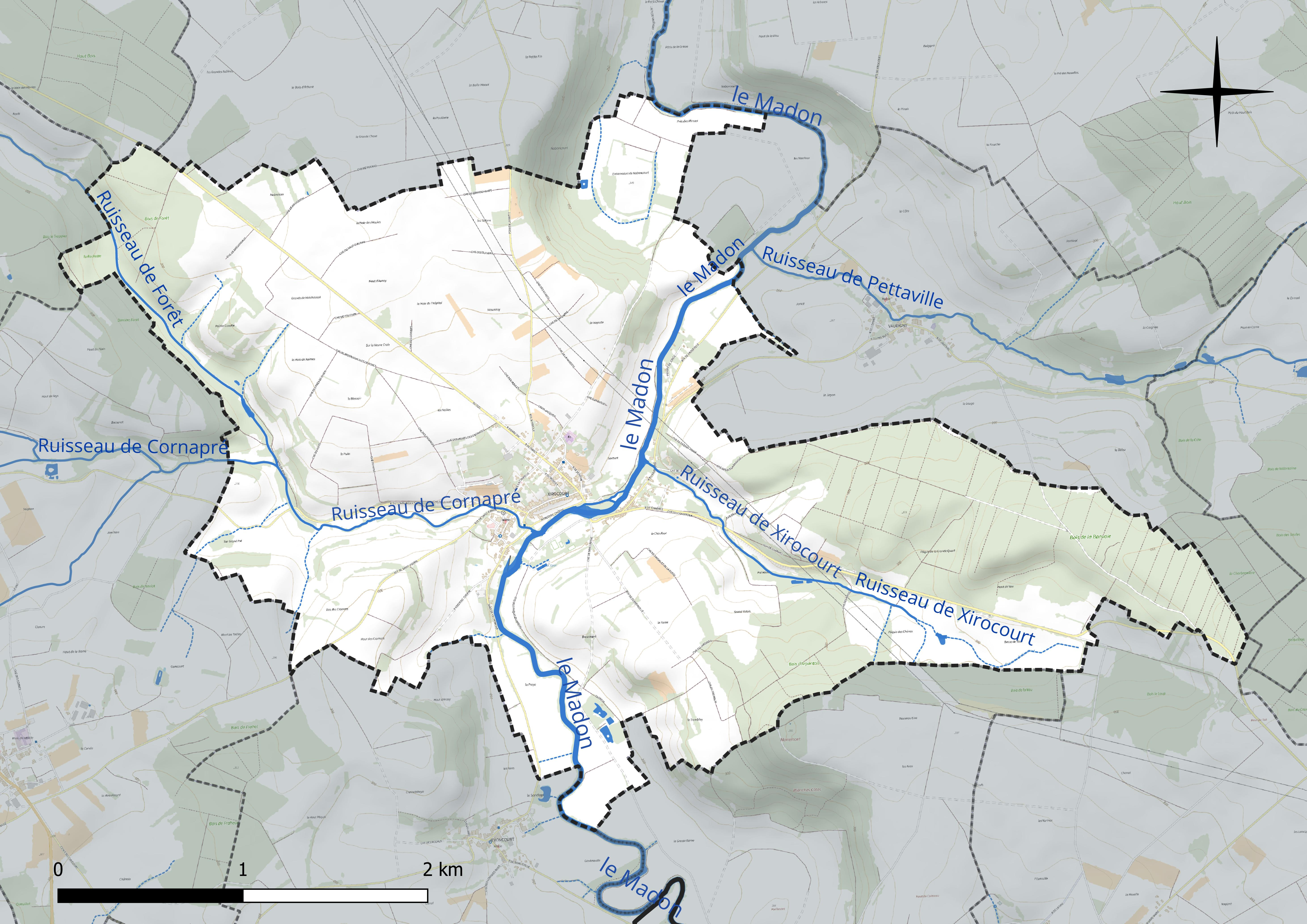
Réseau hydrographique de Xirocourt.

### Climat
Pour des articles plus généraux, voir Climat du Grand Est et Climat de Meurthe-et-Moselle.
En 2010, le climat de la commune est de type climat des marges montargnardes, selon une étude du Centre national de la recherche scientifique s'appuyant sur une série de données couvrant la période 1971-2000. En 2020, Météo-France publie une typologie des climats de la France métropolitaine dans laquelle la commune est exposée à un climat semi-continental et est dans la région climatique  Lorraine, plateau de Langres, Morvan, caractérisée par un hiver rude (1,5 °C), des vents modérés et des brouillards fréquents en automne et hiver. 
Pour la période 1971-2000, la température annuelle moyenne est de 9,8 °C, avec une amplitude thermique annuelle de 17 °C. Le cumul annuel moyen de précipitations est de 881 mm, avec 12,2 jours de précipitations en janvier et 9,6 jours en juillet. Pour la période 1991-2020, la température moyenne annuelle observée sur la station météorologique de Météo-France la plus proche, « Mirecourt-inra », sur la commune de Mirecourt à 15 km à vol d'oiseau, est de 10,4 °C et le cumul annuel moyen de précipitations est de 824,3 mm. 
La température maximale relevée sur cette station est de 39,5 °C, atteinte le 25 juillet 2019 ; la température minimale est de −19,5 °C, atteinte le 20 décembre 2009,,. 
Les paramètres climatiques de la commune ont été estimés pour le milieu du siècle (2041-2070) selon différents scénarios d'émission de gaz à effet de serre à partir des nouvelles projections climatiques de référence DRIAS-2020. Ils sont consultables sur un site dédié publié par Météo-France en novembre 2022.

## Urbanisme

### Typologie
Au 1er janvier 2024, Xirocourt est catégorisée commune rurale à habitat dispersé, selon la nouvelle grille communale de densité à sept niveaux définie par l'Insee en 2022.
Elle est située hors unité urbaine. Par ailleurs la commune fait partie de l'aire d'attraction de Nancy, dont elle est une commune de la couronne,. Cette aire, qui regroupe 353 communes, est catégorisée dans les aires de 200 000 à moins de 700 000 habitants,.

### Occupation des sols
L'occupation des sols de la commune, telle qu'elle ressort de la base de données européenne d’occupation biophysique des sols Corine Land Cover (CLC), est marquée par l'importance des territoires agricoles (72,9 % en 2018), une proportion identique à celle de 1990 (72,9 %). La répartition détaillée en 2018 est la suivante : 
terres arables (41,9 %), prairies (27,6 %), forêts (24,1 %), zones agricoles hétérogènes (3,4 %), zones urbanisées (3 %). L'évolution de l’occupation des sols de la commune et de ses infrastructures peut être observée sur les différentes représentations cartographiques du territoire : la carte de Cassini (XVIIIe siècle), la carte d'état-major (1820-1866) et les cartes ou photos aériennes de l'IGN pour la période actuelle (1950 à aujourd'hui).

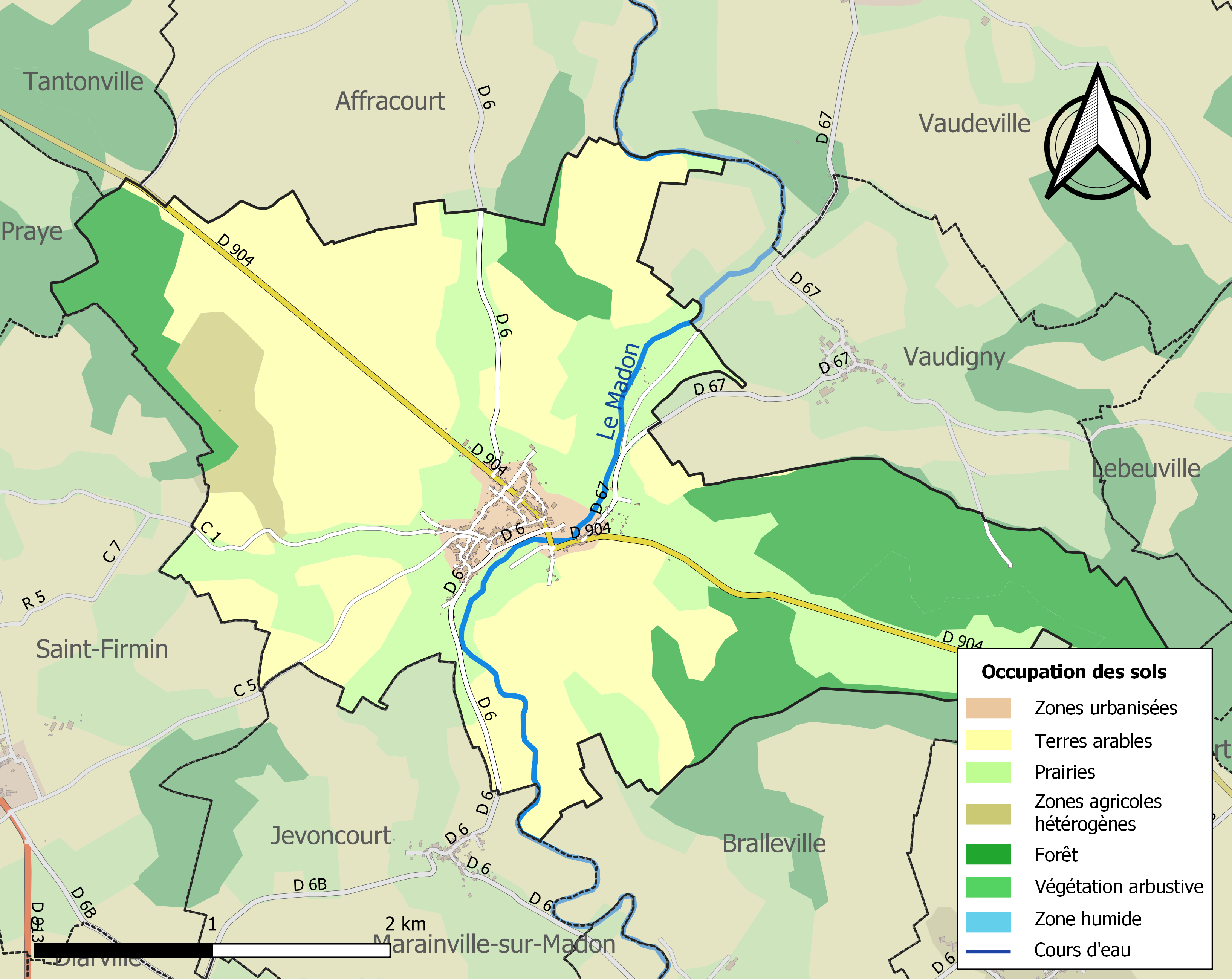
Carte des infrastructures et de l'occupation des sols de la commune en 2018 (CLC).

## Toponymie
- Seroucort (1183), Xirocourt (1296), Syrocourt (1290), Xerocourt (1301)[réf. nécessaire].

## Histoire
Les activités agricoles traditionnelles sont l'élevage bovin et les cultures, en proportions variables suivant la main-d’œuvre disponible (par exemple en raison des coupes claires liées à la Première Guerre mondiale).
La crise du phylloxéra a augmenté la présence des mirabelliers à la fin du 19e.
Les revenus de l'agriculture traditionnelle ont été complétés par des emplois fournis par la sidérurgie (bassin de Neuves-Maisons), activité qui s'est arrêtée dans les années soixante.
- Présences romaines et mérovingienne avérées.

## Politique et administration

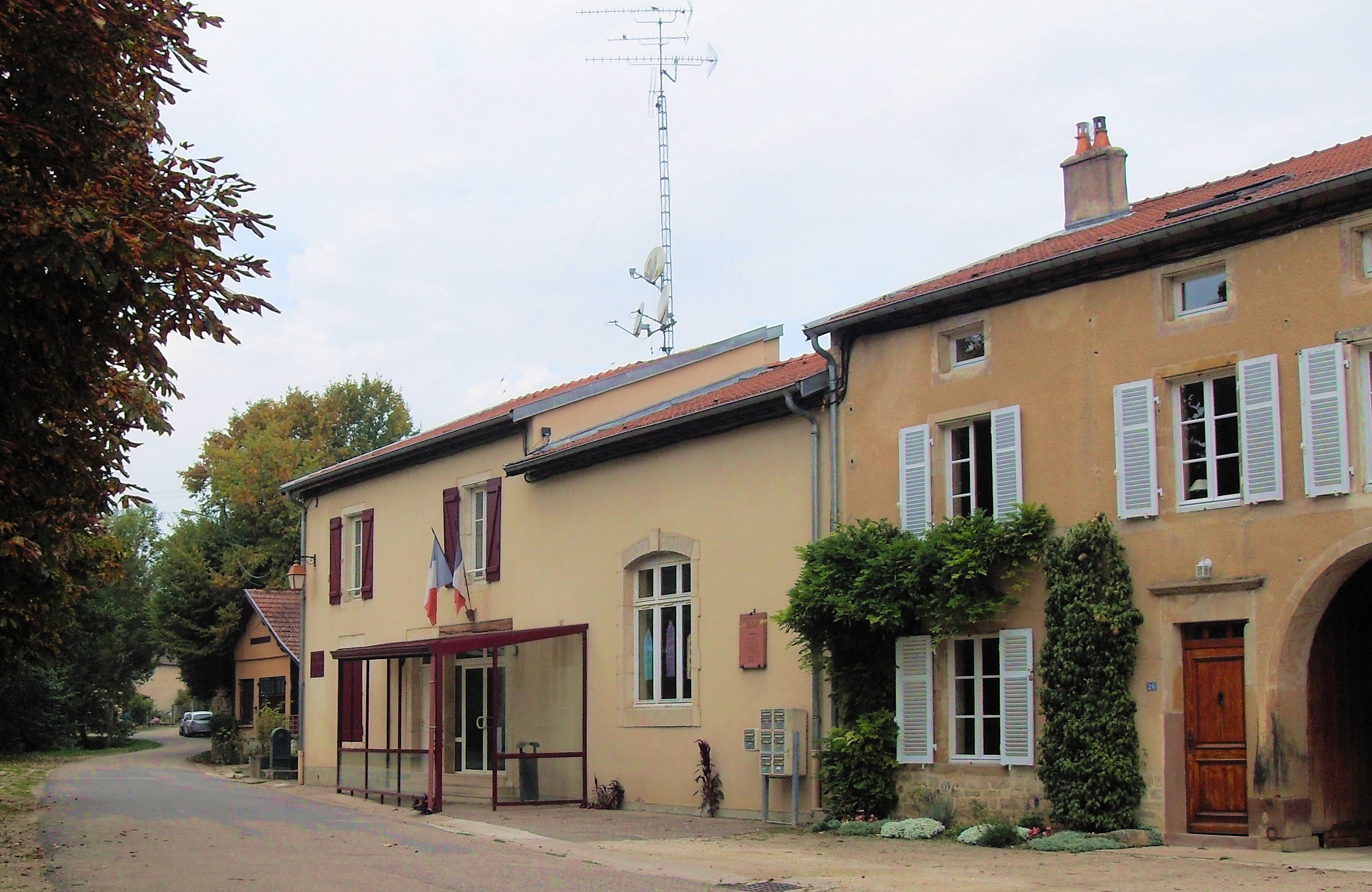
L'ancienne école de Xirocourt.

## Population et société

### Démographie
L'évolution du nombre d'habitants est connue à travers les recensements de la population effectués dans la commune depuis 1793. Pour les communes de moins de 10 000 habitants, une enquête de recensement portant sur toute la population est réalisée tous les cinq ans, les populations de référence des années intermédiaires étant quant à elles estimées par interpolation ou extrapolation. Pour la commune, le premier recensement exhaustif entrant dans le cadre du nouveau dispositif a été réalisé en 2007.

En 2022, la commune comptait 452 habitants, en évolution de +0,89 % par rapport à 2016 (Meurthe-et-Moselle : −0,13 %, France hors Mayotte : +2,11 %).
| 1793 | 1800 | 1806 | 1821 | 1831 | 1836 | 1841 | 1846 | 1851 |
| ---- | ---- | ---- | ---- | ---- | ---- | ---- | ---- | ---- |
| 550  | 666  | 704  | 713  | 875  | 782  | 836  | 811  | 785  |

| 1856 | 1861 | 1872 | 1876 | 1881 | 1886 | 1891 | 1896 | 1901 |
| ---- | ---- | ---- | ---- | ---- | ---- | ---- | ---- | ---- |
| 746  | 750  | 730  | 704  | 692  | 683  | 657  | 605  | 607  |

| 1906 | 1911 | 1921 | 1926 | 1931 | 1936 | 1946 | 1954 | 1962 |
| ---- | ---- | ---- | ---- | ---- | ---- | ---- | ---- | ---- |
| 614  | 594  | 497  | 475  | 448  | 423  | 379  | 345  | 329  |

| 1968 | 1975 | 1982 | 1990 | 1999 | 2006 | 2007 | 2012 | 2017 |
| ---- | ---- | ---- | ---- | ---- | ---- | ---- | ---- | ---- |
| 309  | 277  | 310  | 338  | 403  | 449  | 456  | 459  | 442  |

| 2022 | - | - | - | - | - | - | - | - |
| ---- | - | - | - | - | - | - | - | - |
| 452  | - | - | - | - | - | - | - | - |

## Culture locale et patrimoine
Entre 1969 et 1972, chez Xavier Brocker, se tient un festival de jazz, qui deviendra dès 1973 le fameux Nancy Jazz Pulsations.

### Lieux et monuments

#### Édifices civils

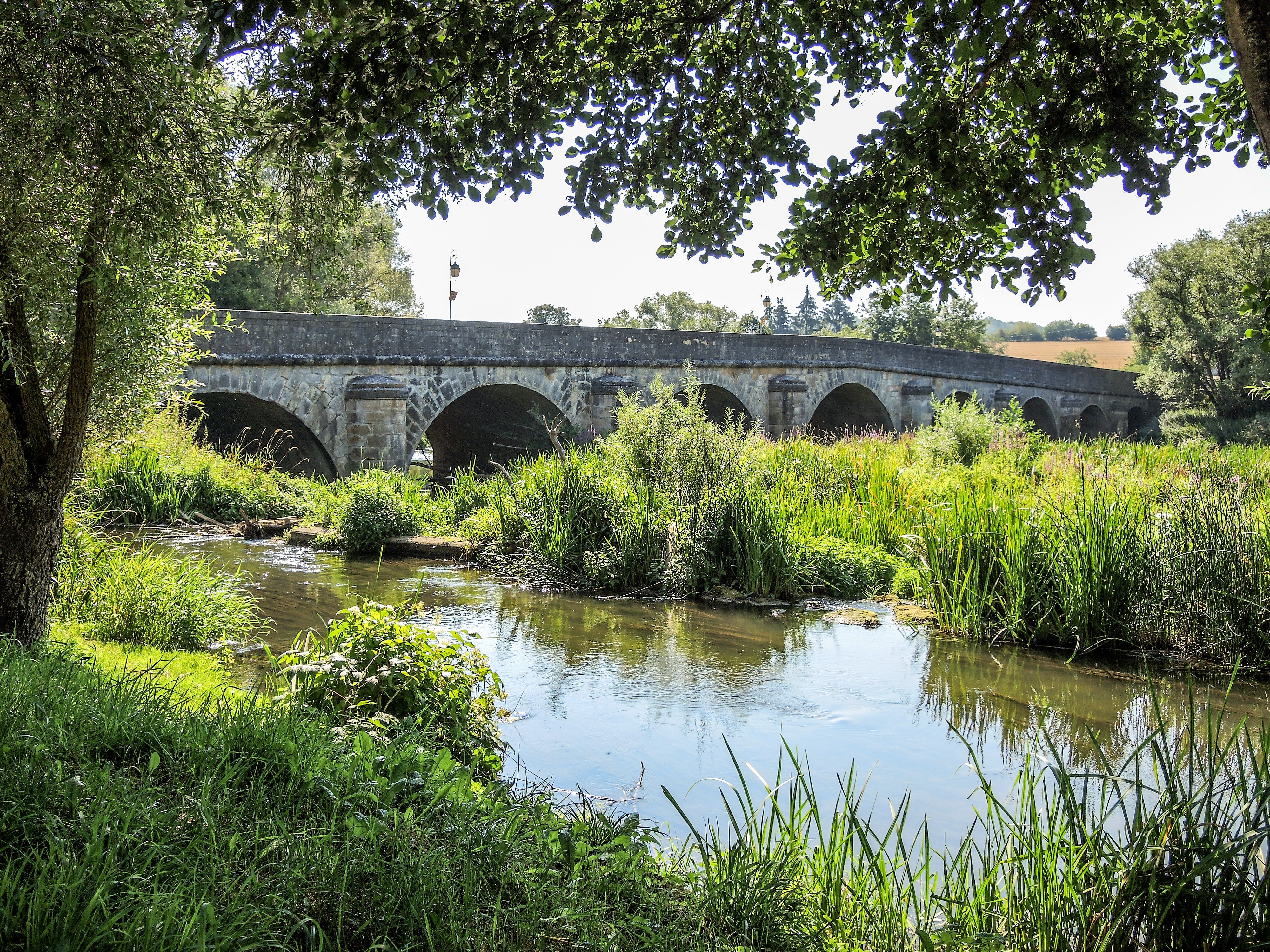
Le grand pont sur le Madon.

- Plaque-mémorial de Claude Beauregard.Le grand pont sur le Madon.Nombreuses maisons ayant conservé leurs portes charretières en plein cintre XVIIIe et XIXe.

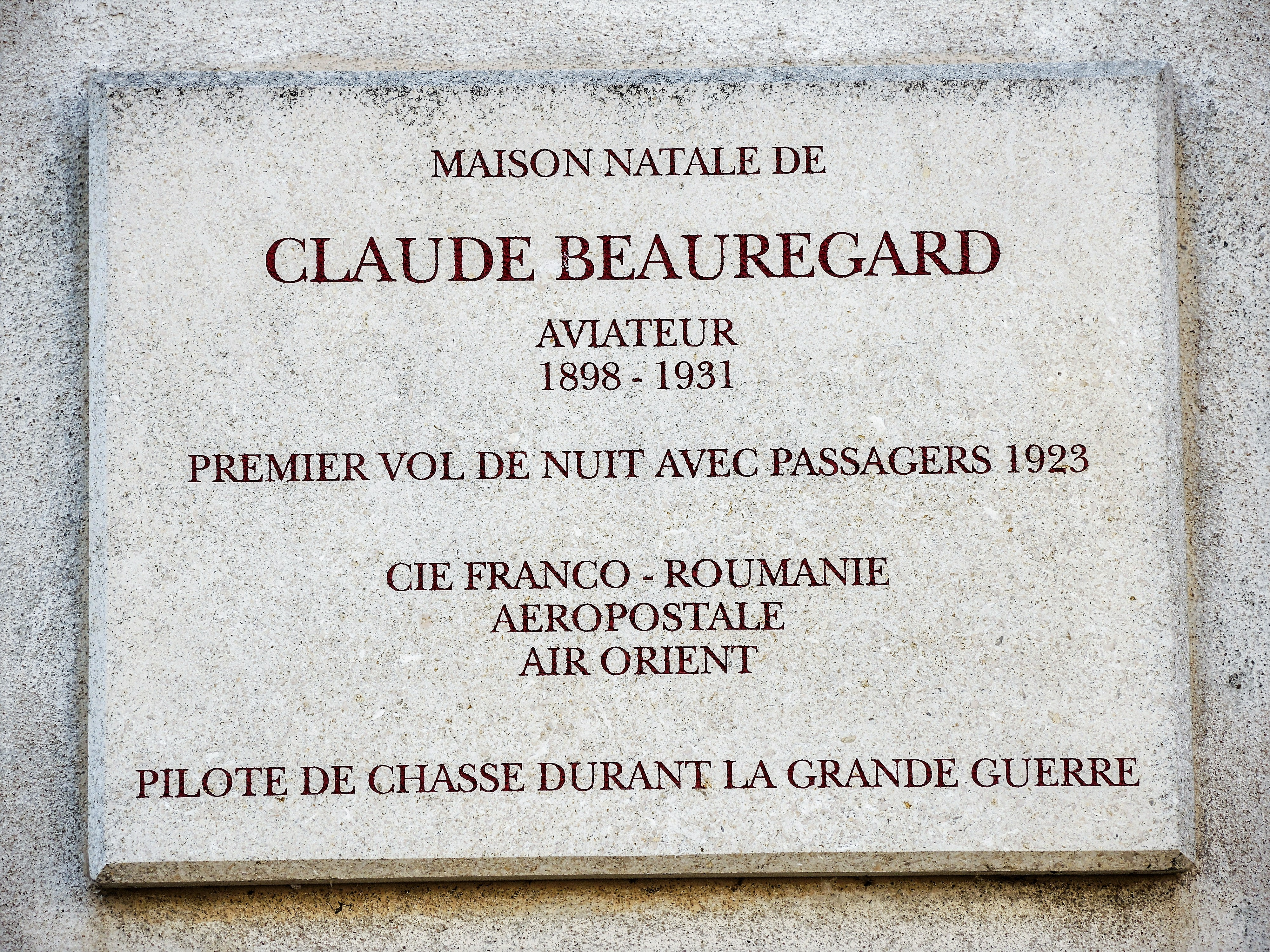
Plaque-mémorial de Claude Beauregard.

- Ancien moulin à eau XVIIIe qui actionnait une scierie, un autre, appelé moulin de l'Hôpital car écrasant le blé pour l'hôpital des Chanoinesses de Remiremont (elles avaient le patronage de la cure de Xirocourt), il fabriquait de l'électricité jusque dans les années 60, un troisième ne fonctionne plus depuis longtemps.

Quatre ponts : le grand pont sur le Madon, mais aussi le pont de fer, le pont de pierre  et le pont de bois, tous les trois sur le ruisseau des Cornées, au centre du village.
Anciennement, nombreuses fontaines.

#### Édifices religieux

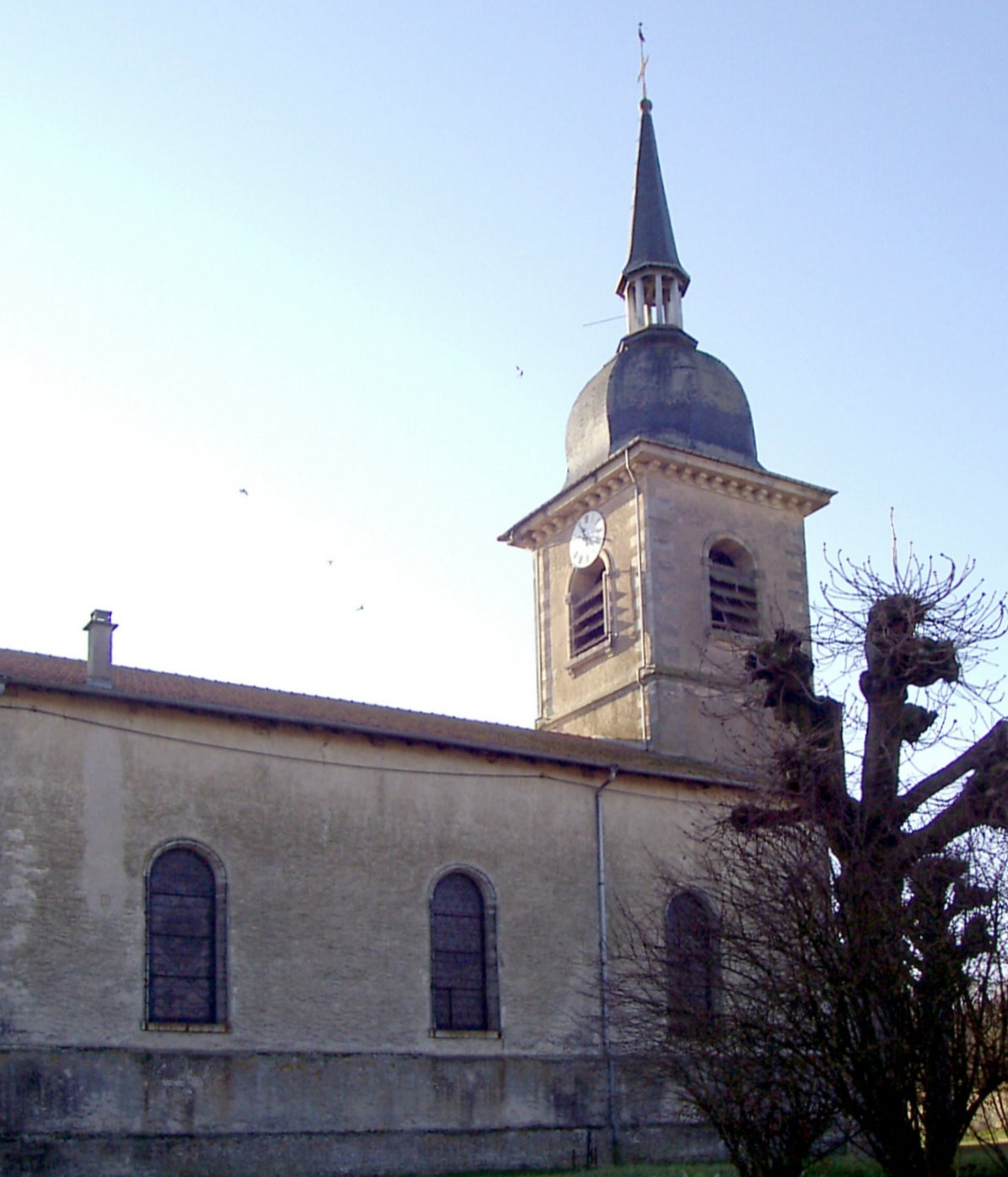
L'église de la Nativité-de-la-Vierge.

- Église de la Nativité-de-la-Vierge XIXe.
- Ancien presbytère XVIe, remanié XIXe.
- Chapelle Notre-Dame-de-Pitié, rue de la Chapelle.

### Personnalités liées à la commune
- Claude Beauregard (1898 - 1931), aviateur français né à Xirrocourt, pilote de chasse pendant la Première Guerre mondiale et pionnier des vols de nuit.
- Jean Lebras (décédé), président de l'établissement public du Grand Louvre, nommé par le président François Mitterrand[21].
- Alain Delhotal, maire de Xirocourt entre 1989 et 2008, artiste[22].

### Héraldique, logotype et devise
| Blason de Xirocourt | Blason  | De gueules à deux épis de blé d'or en sautoir accostés de deux mirabelles de même feuillées de sinople, surmontés d'une croix de Lorraine d'or et soutenus d'un pont d'argent sur une rivière ondée d'azur mouvant de la pointe.                                                                                   |
| Blason de Xirocourt | Détails | Ce blason représente les caractéristiques de la commune : le vieux pont sur le Madon, les mirabelles, richesse du pays, et les épis de blé qui forment l’initiale de la commune. La croix de Lorraine indique que la commune faisait partie du duché de Lorraine. Le statut officiel du blason reste à déterminer. |